# マミヤ・デジタル・イメージング
マミヤ・デジタル・イメージング株式会社（英: Mamiya Digital Imaging Co.,Ltd. ）は、かつて存在した、デジタル技術事業やカメラとデジタルカメラなどの光学機器事業を扱った企業である。

## 概要
マミヤ・オーピーから光学機器事業を継承したコスモ・デジタル・イメージングから社名を変更。コスモ・サイエンティフィック・システムの子会社であり、マミヤ・オーピー、マミヤ光機とは資本関係がない。
2015年10月9日にデンマークの光学機器メーカーPhase Oneの日本法人Phase One Japan株式会社に吸収統合された。

## 光学機器事業の沿革

### マミヤ光機 - マミヤ・オーピー
マミヤ光機の創業者で発明家の間宮精一は、新規に考案したバックフォーカシング方式（実用新案登録第294734号{実公昭15-014673}）の距離計連動6×6センチ (cm) 判スプリングカメラ「マミヤシックス」を設計して1940年に発売、16ミリ (mm) フィルム使用の超小型カメラ「マミヤ16」を開発して1949年に発売。1957年に世界初レンズ交換式6×6cm判二眼レフカメラ「マミヤCシリーズ」を開発。1960年に6×9cm判プレスカメラ「マミヤプレス」、1970年にレボルビングバッグ機構を備えた6×7cm判一眼レフ「マミヤRB67」、1975年6×4.5cm判の一眼レフ「マミヤM645」、1982年にRB67を電子化した「マミヤRZ67」をそれぞれ発売。中判カメラに強く、35mm判カメラは海外で好調時期もあったが国内需要は奮わずにレンズマウントの変更が頻発した。
1984年2月29日に主要株主で海外のカメラ販売を手がけた大沢商会が事実上倒産し、マミヤ光機も同年3月5日に会社更生法に基づく更生手続を開始。この過程でミラクルマウントを搭載した35mmフィルムカメラであるマミヤZEシリーズから撤退し、得意とする中判カメラの製造に特化。
マミヤ光機は、1992年10月に釣具機器メーカーのオリムピックに吸収合併された後、1993年4月に社名をマミヤ・オーピーとした。合併後もカメラのブランド「Mamiya」は継続された。
カメラのデジタル化に対応するため、6×7cm判で8×10判に比肩する2130万画素の電子製版直結のプロ用カメラとして「マミヤRZ67プロフェッショナルIID」を発売し、6×4.5cm判の「マミヤM645」を自動焦点化した。35mmフルサイズを超える2130万画素機のマミヤZDも発売したが、本体価格130万円で発売は大きく遅延した。

### マミヤ・デジタル・イメージング
2006年4月にマミヤ・オーピーは、光学器械製造部門子会社「マミヤ株式会社」を含む光学器械関連部門を、コスモ・デジタル・イメージング株式会社へ営業譲渡すると発表した。2006年9月1日にコスモ・デジタル・イメージング株式会社がマミヤ・デジタル・イメージング株式会社に商号変更し、「マミヤ」ブランドおよび全てのカメラ関係の製造と販売を継承し、アフターサービスもマミヤ・デジタル・イメージング東京新宿マミヤS.C.からマミヤ・デジタル・イメージング本社営業課に移行。旧マミヤの光学器械器具関連の製品に加えて、2007年からシュナイダー・クロイツナッハ及びアルパ・キャパウル&ウェバーの代理店として、シュナイダー製のレンズやアクセサリーとアルパ製の中判カメラ「アルパ12」と専用レンズなども扱う。
2007年11月13日にデンマークの光学機器メーカーフェーズワンとデジタル分野で業務提携を締結し、2008年第一四半期に新型の中判デジタルバックシステムとしてマミヤmシリーズをラインアップした。
2011年4月にマミヤ・デジタル・イメージング株式会社は、フェーズワン、リーフの3社提携製品であるマミヤ645DFカメラ、DMデジタルバック、AFレンズ群の日本国内販売、サポートの提供、広告宣伝を含むマーケティング活動など全てをフェーズワン社へ移管した。国内の、販売、サポート、広告宣伝を含むマーケティングはフェーズワン日本総代理店のDNPフォトイメージングジャパンが引き継ぎ、マミヤ・デジタル・イメージングは開発と製造のみとなる。
2015年12月1日にフェーズワンは、マミヤ・デジタル・イメージングの光学事業を買収してフェーズワン・ジャパン株式会社とした。

## 住所・工場
- 本社 - 東京都文京区後楽1-2-2 ココタイラビル5階
- 大阪営業所 - 大阪府大阪市西区南堀江1-10-11 西谷ビル
- 佐久工場 - 長野県佐久市原582-2